# Ніколаєвка 1-а
Нікола́євка 1-а (рос. Николаевка 1-я) — село у складі Маріїнського округу Кемеровської області, Росія.

## Населення
Населення — 78 осіб (2010; 101 у 2002).
Національний склад (станом на 2002 рік):
- росіяни — 97 %